# Jungcangcang
Jungcangcang is een bestuurslaag in het regentschap Pamekasan van de provincie Oost-Java, Indonesië. Jungcangcang telt 7108 inwoners (volkstelling 2010).